# Mariópolis
Mariópolis is een gemeente in de Braziliaanse deelstaat Paraná. De gemeente telt 5.944 inwoners (schatting 2009).